# Tephritis macula
Tephritis macula
 es una especie de insecto díptero que Fabricius describió científicamente por primera vez en el año 1805.
Esta especie pertenece al género Tephritis de la familia Tephritidae.